# Savarinathen Iruthayaraj
Savarinathen Iruthayaraj (* 14. Juli 1927 in Udagamandalam, Tamil Nadu; † 18. Oktober 2001) war ein indischer Geistlicher und römisch-katholischer Bischof von Palayamkottai.

## Leben
Savarinathen Iruthayaraj empfing am 20. Dezember 1959 das Sakrament der Priesterweihe.
Am 17. Mai 1973 ernannte ihn Papst Paul VI. zum Bischof von Palayamkottai. Der Erzbischof von Madurai, Justin Diraviam, spendete ihm am 12. September desselben Jahres die Bischofsweihe; Mitkonsekratoren waren der Erzbischof von Bangalore, Packiam Arokiaswamy, und der Erzbischof von Changanacherry, Antony Padiyara.
Am 15. Juli 1999 trat S. Iruthayaraj als Bischof von Palayamkottai zurück.